# Guerra sucia en Chile
Se conoce como guerra sucia en Chile al terrorismo de Estado sistemático y encubierto impulsado durante la dictadura militar de Augusto Pinochet. Su propósito fue erradicar a los opositores políticos, extender el miedo en el conjunto de la sociedad y despolitizarla, con el objetivo de asentar y fortalecer el control sobre esta. El número de víctimas corresponde a 2279, de las cuales 164 son consideradas víctimas de violencia política y 2115 víctimas de violación a derechos humanos.

## El concepto de guerra sucia y las fuentes para el estudio del caso chileno
El término «guerra sucia» constituye un concepto amplio, que ha sido aplicado a procesos históricos represivos ocurridos en diversos países como Argelia, Argentina, México, Nicaragua y Colombia, entre otros. Según refieren Smith y Roberts, el concepto deriva de la frase francesa la sale guerre, que se utilizó originalmente para referirse a la lucha de Francia con el Viet Minh en Indochina entre 1945 y 1954. Posteriormente se generalizó el uso de este término, siendo utilizado para aludir a la violencia política del Estado francés en contra de las fuerzas independentistas vietnamitas entre 1954 y 1962. Desde inicios de la década de 1960, el concepto fue aplicado a la realidad latinoamericana, especialmente en Argentina para referir a la represión de las disidencias políticas en el contexto de la dictadura militar de 1976-1983.
A pesar de la amplitud del concepto y la variedad de contextos en los que este ha sido utilizado, Smith y Roberts identifican distintos elementos que permiten definir el significado de la guerra sucia. Entre estos se encuentra la existencia de civiles atacados en un marco extralegal, la brutalidad que caracteriza dichos ataques, la condición de ocultamiento que es necesaria para cumplir los propósitos de este tipo de violencia y el uso de un discurso que apela a un lenguaje socio-médico. A juicio de los autores, la guerra sucia se origina cuando la guerra, la política y la inteligencia se hacen indistinguibles, y actúan incluso como un instrumento de guerra del poder. Así, la guerra sucia se entiende como la violencia ejercida por el Estado y sus agentes en contra de la población en un marco extralegal y en un contexto de ocultamiento.
La historiografía chilena ha utilizado escasamente el concepto de guerra sucia para referirse a la violencia con que se reprimió e intentó eliminar a los opositores políticos de la dictadura militar. En las investigaciones sobre el tema, de hecho, es más frecuente encontrar trabajos que refieran al concepto de violencia política o a la violación de los derechos humanos. Sin embargo, el término ha sido utilizado en investigaciones periodísticas, fundamentales para la reconstrucción de los casos, la identificación de las víctimas y los victimarios, a la vez que estudios claves para las investigaciones judiciales que se emprendieron durante el retorno a la democracia. Entre estos, se cuentan los escritos de Patricia Verdugo, Los zarpazos del Puma (1989) y Pruebas a la vista (2000), en los que se utiliza el concepto de guerra sucia para aludir a  las operaciones militares que se llevaron a cabo inmediatamente después del golpe de Estado y que condujeron a la eliminación física y sistemática de los militantes de izquierda. La operación abordada por Verdugo, conocida como Caravana de la Muerte, fue encargada por Pinochet y dirigida por el militar Sergio Arellano Stark, quien junto a una comitiva recorrió diversas regiones de Chile, revisando las cárceles, asesinando a quienes eran considerados opositores políticos civiles y militares, y haciendo desaparecer los cadáveres. Como se indica en las investigaciones de Verdugo, esta misión militar constituyó un acto fundacional que tuvo un doble objetivo: por una parte, sembrar terror en los disidentes y en la sociedad chilena, y por otra, depurar las Fuerzas Armadas.
Los investigadores estadounidenses son los que más han utilizado el concepto guerra sucia para describir el contexto chileno entre 1973 y 1990. Entre estos, cabe destacar los estudios de Peter Kornbluh, quien trabajó en el Archivo de Seguridad Nacional de Estados Unidos y además dirigió la campaña de desclasificación de los documentos oficiales sobre la historia del apoyo estadounidense a la dictadura de Pinochet. En sus trabajos, Kornbluh aborda el financiamiento y la influencia de los gobiernos de Nixon y Kissinger para socavar el gobierno democrático de Salvador Allende, estudia las acciones represivas en Chile y se enfoca en lo que el autor llama «terrorismo internacional» dirigido por Pinochet y auxiliado por servicios de inteligencias externos a Chile. Patrice McSherry también se ha ocupado del estudio de la violencia estatal en los países latinoamericanos y su vínculo con Estados Unidos. En su trabajo la autora entiende la guerra sucia como guerra de contrainsurgencia, identificando algunas de las características de esta, entre las cuales se cuentan: su inspiración en la Doctrina de Seguridad Nacional, el uso de fuerzas paramilitares e irregulares para lograr controlar la disidencia, la organización de redes de información formadas también por civiles, la vigilancia estricta de la sociedad, el uso de criterios político-ideológicos para definir al «enemigo interno», el terrorismo como práctica para acrecentar el control y eliminar la oposición política, y la guerra sicológica para crear miedo. Tanto los trabajos de Kornbluh como los de McSherry han abierto perspectivas de estudio en la medida que han permitido apreciar la guerra sucia en Chile, en el contexto de la Guerra Fría, como una ideología y práctica que trascendió los límites de dicho país tanto en su organización como en su ejecución,[¿según quién?] conectando servicios de inteligencias y civiles que interactuaron con el apoyo de Estados Unidos, e influyeron en el territorio y la política chilena y extranjera.  
Sin embargo, el concepto de guerra sucia también ha resultado problemático y su uso para los casos de las dictaduras latinoamericanas no ha estado exento de problemas. Para Argentina, Daniel Frontalini y María Cristina Caiati han examinado la doctrina desarrollada por los militares argentinos, que los llevó a significar como una «guerra» la violencia política ejercida contra los civiles. A juicio de los autores esta conceptualización constituye una falacia, pues para que exista una guerra deben existir dos bandos, y la guerrilla nunca estuvo en condiciones de cuestionar el poder, con lo cual los sucesos en Argentina responden a una represión de los disidentes políticos. En palabras de Frontalini y Caiati lo que existió en Argentina debe identificarse como «el ejercicio criminal de la soberanía estatal, también llamado Terrorismo de Estado». El debate se ha mantenido hasta el 2020, como lo muestran los planteamientos de Constanza Dallaporta y Pablo Pryluka, quienes han cuestionando cuán correcta y neutral es la expresión «guerra sucia», pues implica una dinámica de poder diferente de la que existió en la dictadura argentina. Ambos autores recalcan que no existían bandos compitiendo por el control del territorio ni tampoco un ejército profesional que rivalizara con las fuerzas estatales y que el uso del concepto solo puede comprenderse en el contexto más amplio de Guerra Fría y de la lucha anticomunista emprendida por Estados Unidos. Según plantean, el concepto «guerra sucia» fue inventado por quienes cometieron crímenes durante la dictadura argentina y su uso significa adherir a una interpretación derechista de la historia, que pretende diluir las responsabilidades por los crímenes de Estado.
A pesar de las críticas, el concepto de guerra sucia ha continuado siendo utilizado por autores como Federico Finchelstein y María Luisa Ferrandis para referirse a las acciones de las juntas latinoamericanas que se ocuparon de organizar el secuestro, tortura y asesinato de individuos, como lo ejemplifica el caso argentino. Los autores destacan que estas prácticas no fueron únicamente el resultado de la influencia de teorías extranjeras, como la francesa o la estadounidense, sino que los actores nacionales tuvieron un papel fundamental en las decisiones, ideologías y prácticas implementadas.
La necesidad del secreto ha sido una de las características de la guerra sucia, condición que promovió iniciativas para el ocultamiento de documentos y el bloqueo al acceso a información comprometedora. Fue durante los mismos años de la dictadura de Pinochet que surgieron distintas publicaciones y organizaciones orientadas a denunciar la represión estatal, las torturas, desapariciones y muertes, como lo ejemplifican las revistas Apsi y Análisis, y la fundación de organizaciones como la Vicaría de la Solidaridad. Durante el regreso a la democracia, iniciado en marzo de 1990 y marcado por la posición privilegiada de las Fuerzas Armadas en el panorama político chileno y la ley de Amnistía que protegió sus crímenes entre 1973 y 1978, distintos acontecimientos motivaron las peticiones de desclasificación de archivos, no solo como fuentes para la historia y la memoria, sino para constituir la base de las acciones legales en contra de los victimarios; juicios que, además, han permitido que salgan a la luz nuevas evidencias sobre este periodo. De especial importancia fue la detención de Augusto Pinochet en 1998, que motivó la organización del «Proyecto de Desclasificación de Chile», dirigido por el gobierno estadounidense, y orientado a dar respuesta a las peticiones del Congreso Nacional de Chile y a los familiares de las víctimas. Luego de haber superado resistencias por parte de la CIA, el proyecto logró poner a disposición del público cerca de 24 000 documentos relacionados con los vínculos entre Estados Unidos y la dictadura de Pinochet, y la sistemática violencia de Estado. También, han sido relevantes las iniciativas de lugares de memoria, entre los cuales se cuentan el ex centro de tortura Londres 38 y el Museo de la Memoria, dedicado a la conmemoración de las víctimas y la protección de los derechos humanos. Estos espacios se han ocupado de organizar centros de documentación, promoviendo la difusión de materiales en Internet e impulsando iniciativas y proyectos para exigir la desclasificación y publicación de los documentos relacionados con la dictadura militar.

## La Guerra Fría en América Latina: el contexto de la guerra sucia
Las conceptualizaciones que se han realizado sobre el término guerra sucia la sitúan cronológica y temáticamente en la dinámica de la Guerra Fría. En el caso chileno esta interactuó con el contexto local acentuando la polarización de la sociedad, facilitando la interrupción de la democracia, potenciando el militarismo y el terrorismo de Estado destinado a acabar con los actores subversivos y con ello eliminar también sus ideas.

### América Latina y la Guerra Fría global
La historiografía sobre la Guerra Fría, publicada entre las décadas de 1950 y 1990, fomentó interpretaciones en las que este objeto de estudio era abordado únicamente como un conflicto geopolítico iniciado luego de la Segunda Guerra Mundial y que enfrentó a dos superpotencias —Estados Unidos y la Unión Soviética—, analizando la disputa sobre todo desde la perspectiva estadounidense. Los temas y problemas que iban más allá de este ámbito fueron objeto de escasa atención por parte de los investigadores. Entre las consecuencias de esta desatención se encuentra el haber inicialmente marginado de la explicación histórica a gran parte de los países americanos, africanos y asiáticos, cuyos procesos políticos, sociales, económicos y culturales, sin embargo, sí se vieron imbricados con el conflicto global. 
Esta ausencia en la historiografía comenzó a ser remediada a partir de las investigaciones de historiadores como Odd Arne Westad, quien planteó la importancia de incluir al Tercer Mundo —Asia, África y Latinoamérica— como un objeto de estudio y actor crucial para la comprensión de la Guerra Fría. Westad ha enfatizado la necesidad de superar los relatos elaborados desde la perspectiva de las superpotencias, pues —en sus palabras— la Guerra Fría también pertenece al sur, lo que el académico noruego sustenta en dos razones principales. En primer lugar, porque el intervencionismo soviético y estadounidense moldeó tanto el marco internacional como el ámbito interno en el cual tuvieron lugar los procesos políticos, sociales y culturales del Tercer Mundo, y —también— porque fueron las mismas élites del Tercer Mundo las que enmarcaron sus respectivas agendas políticas y las adaptaron como respuesta consciente a los modelos de desarrollos presentados por Estados Unidos y la Unión Soviética.
La necesidad de comprender el papel activo que asumieron los actores latinoamericanos en el contexto del conflicto ideológico global y la forma en que esto influyó en su propio desenvolvimiento ha sido motivo de nuevas investigaciones que han favorecido refrescantes interpretaciones sobre este conflicto, complejizando la manera en la que influyó en distintos espacios. Vanni Pettinà ha explicado la manera en que la Guerra Fría, entendida como un «sistema internacional antagónico, basado sobre una contraposición radical ideológica entre el socialismo y capitalismo», se sobrepuso e interfirió en los procesos internos de Latinoamérica. Interferencias que al iniciarse el conflicto bipolar se dieron en dos fases. Por una parte, la que Pettinà define como «fractura externa», que se relaciona con el ámbito internacional y las transformaciones en la política exterior estadounidense hacia América Latina, como consecuencia del planteamiento del conflicto como una lucha global. La «fractura interna» es otra interferencia conceptualizada por Pettinà y que alude al quiebre que, en los países latinoamericanos, significó el fortalecimiento de los sectores más conservadores de las sociedades latinoamericanas, resultado de lo cual los procesos de reforma política, social y económica iniciado en muchos de los países de la región se vieron limitados o violentamente interrumpidos.
Establecer y explicar la dimensión latinoamericana de la Guerra Fría ha permitido no solo comprender la forma en la que los procesos locales se han imbricado con los globales, sino también cuestionar las características que se han atribuido a este conflicto, como su carácter «frío».[¿según quién?] Así lo han comprobado Westad para Asia y Pettinà para América Latina, explicando cómo en los países de estas regiones el conflicto por los modelos de modernidad combinó momentos de distensión con etapas de extrema violencia, que no solo se materializaron en la interrupción de los procesos locales que alentaban la pluralidad política y el desarrollo económico-social, sino también en la eliminación de los actores que estaban impulsando aquellas reformas. 
Gilbert M. Joseph ha insistido en la idea de que pocos periodos han sido tan violentos, turbulentos y transformadores en América Latina como lo fue la etapa entre la Segunda Guerra Mundial y mediados de la década de 1990. Años en los que la región se vio envuelta en la dialéctica que vincula los proyectos reformistas revolucionarios para el cambio social y el desarrollo nacional con las excesivas y aplastantes respuestas contra-revolucionarias. Siguiendo a Greg Grandin, Joseph plantea que si a nivel macro la Guerra Fría constituyó una lucha de poderes entre intereses geopolíticos y las ideologías de cómo debía organizarse la sociedad, lo que en América Latina activó el conflicto fue la internacionalización de la vida política cotidiana. Durante estos años, una importante variedad de actores en la región participó y se enfrentó en el ámbito de conflictos políticos locales y nacionales que estaban entrelazados con el contexto de la Guerra Fría
El intento por descentrar la historia también se ha enriquecido con las investigaciones de quienes han abordado la dimensión regional de la Guerra Fría. Alejándose no solo de las visiones dicotómicas de la Guerra Fría, sino también de la idea de que Estados Unidos intervino de manera aislada en los países americanos, Tanya Harmer ha reconstruido la forma en la que interactuaron diferentes actores y grupos regionales latinoamericanos en el marco de la Guerra Fría. A partir del estudio del gobierno de Salvador Allende, la académica británica ha reconstruido las tácticas, alianzas y colaboraciones entre actores estadounidenses, brasileños y chilenos, para frenar el avance de las fuerzas de izquierda en Chile y además asegurar el despliegue conservador en América Latina. Este esfuerzo se materializó en el auxilio prestado a diversas dictaduras de derecha, que terminaron por dominar la región. Un proceso a lo largo del cual el Cono Sur fue adquiriendo relevancia, pasando de ser un conjunto de países a un actor significativo en la contienda global.
Todos estos estudios han permitido identificar características de los países latinoamericanos durante la Guerra Fría y elaborar instrumentos de análisis importantes para la comprensión de este periodo, especialmente la existencia de una historia propia que interactuó, adoptó y adaptó ideas, estrategias, lógicas y prácticas del conflicto global. En este contexto, como ha señalado Joseph, los estados latinoamericanos no solo recibieron apoyos desde otros países, sino que encontraron en los problemas de la Guerra Fría un argumento que utilizaron para justificar en muchos casos la guerra que desencadenaron contra sus ciudadanos . Ejemplo de esto lo constituye la guerra sucia en Chile entre 1973 y 1990, que encontró su motivo a la vez que sus herramientas en la Doctrina de la Seguridad Nacional, una ideología que promovía la eliminación de toda sospecha de idea considerada subversiva y el amedrentamiento a la población, organizando una máquina de exterminio y represión en la que interactuaron elementos chilenos, latinoamericanos y estadounidenses. También, para la Doctrina de Seguridad Nacional fue fundamental la noción del «enemigo interno», encarnada generalmente por actores comunistas que relacionaban con la URSS, y a quienes se enfocaban en aniquilar. 

### La Doctrina de Seguridad Nacional (DSN)
Francisco Leal Buitrago ha señalado cómo, luego de la Segunda Guerra Mundial, Estados Unidos recuperó el uso político del concepto de seguridad para referirse a la defensa militar y a la seguridad interna, frente al peligro que significaba la revolución, la inestabilidad del capitalismo y el riesgo de los armamentos nucleares. En el contexto de la Guerra Fría, estos intereses de defensa y las ideas de amenazas se vieron influidos por la ideología anticomunista y la estrategia de contención de Estados Unidos, cuyo objetivo era limitar la extensión del comunismo y el área de influencia soviética. El año 1947 constituye un momento fundacional para el uso político del concepto de seguridad en Estados Unidos, pues se promulgó la Ley de Seguridad Nacional, que permitió al gobierno federal involucrar a los militares en la economía nacional y, además, se institucionalizó la seguridad nacional por medio de la creación del Consejo de Seguridad Nacional (NSC) y la Agencia Central de Inteligencia (CIA).
Según plantea Leal, el uso de esta categoría en el plano militar fue la base de las relaciones internacionales en el contexto de Guerra Fría, destacando que su aplicación tuvo variantes en las diferentes regiones donde se adoptó y que estas fueron dinámicas, transformándose en el tiempo. Durante la Guerra Fría existieron distintos acuerdos y mecanismos que enlazaron la política exterior estadounidense con la latinoamericana, en los cuales el componente militar tuvo un lugar protagónico, como lo refleja el Tratado Interamericano de Asistencia Recíproca (TIAR) firmado en Río de Janeiro en 1947. El TIAR fue fundamental para la integración americana de la política militar, constituyendo un bloque a cuya cabeza estaba Estados Unidos. Sin embargo, estos acuerdos no significaron una transferencia lineal de los contenidos del concepto de seguridad nacional, sino que la adopción de este respondió a las circunstancias locales que influyeron en la forma en la que fue apropiado.
A juicio de Leal, en América del Sur el concepto de seguridad nacional se presentó como la Doctrina de Seguridad Nacional, entendida como un fenómeno regional con influencia externa, cuya principal innovación fue la convicción de que para resguardar la seguridad nacional era imprescindible el control militar del Estado, lo que a su vez posicionó al componente militar como elemento central en la sociedad. La DSN como resultado de la interacción entre procesos locales y la política exterior estadounidense fue cambiando a lo largo de los años. Para el autor, el hecho que impulsó la formulación sudamericana de la DSN fue la Revolución cubana, pues esta se transformó en un modelo a seguir para los movimientos revolucionarios del Cono Sur y, a la vez, ofreció posibilidades prácticas para realizar la revolución, en tanto en Cuba se ubicaron centros de entrenamiento de cuadros guerrilleros. Según Leal, la Revolución cubana es el hito que definió el momento en que Estados Unidos empezó a utilizar una estrategia de contención en América Latina, usando para esto una alta capacidad militar e impulsando alianzas regionales basadas en el anticomunismo. Para la segunda mitad de la década de 1970 los problemas y tensiones originados por la sistemática violación a los derechos humanos por parte de las dictaduras del Cono Sur, junto con la llegada al gobierno de Jimmy Carter contribuyeron a comenzar a aplacar la militarización de la sociedad. El triunfo de la Revolución Sandinista en 1979, la guerra civil en El Salvador y la llegada al poder en Estados Unidos de Ronald Reagan significó una recuperación de la seguridad nacional, sin embargo —como destaca Leal— para este momento  América del Sur había perdido su importancia estratégica en el contexto del conflicto global. La década de 1980 se caracterizaría por el inicio de un proceso de desmilitarización como consecuencia de la crisis del modelo de desarrollo económico latinoamericano y el fin de la custodia militar estadounidense.

### La Doctrina de Seguridad Nacional en Chile
Si bien la DSN se configuró en base a la ideología del anticomunismo, este componente no fue un elemento nuevo en las sociedades latinoamericanas, como lo ejemplifica el caso chileno, en que las bases de la seguridad nacional encontraron un territorio fértil para promover una supuesta amenaza comunista y la necesidad de eliminar a estos actores. Marcelo Casals ha planteado el anticomunismo como un elemento estructural del desarrollo político chileno durante el siglo xx, que condicionó el debate público e influyó en el discurso político del país. Según Casals, desde fines del siglo xix y principios del xx se puede distinguir la hostilidad hacia corrientes revolucionarias, movimientos u organizaciones sociales que desafiaran el modelo establecido. Una hostilidad que, en la década de 1920 transitó hacia un antimarxismo más definido y doctrinario, cuyo referente era la Revolución rusa. Durante los años siguientes, caracterizados por el crecimiento de una izquierda marxista y la reorganización de los partidos y alianzas políticas chilenas, se incorporó el anticomunismo a la discusión política y a coyunturas específicas, como la elección presidencial de 1938. Durante la Segunda Guerra Mundial se mantuvieron las ideas, prácticas y organizaciones anticomunistas, que encontraron su punto culmine en la Ley de Defensa Permanente de la Democracia en 1948, que proscribió el Partido Comunista. Luego de la Revolución cubana, el conflicto bipolar se apoderó de la discusión en la región, en la que las posturas anticomunistas llevaban décadas de desarrollo. Sin embargo, la lógica de la Guerra Fría reforzó a la presencia del anticomunismo en el debate público a nivel global, regional y nacional, y fomentó el rechazo al comunismo y el requisito de suprimirlos no solo de la discusión política sino de la sociedad.
El protagonismo de los militares a nivel latinoamericano y la existencia de dictaduras militares en el Cono Sur fueron las coyunturas que incentivaron a distintos estudiosos a explicar el significado de la DSN, desde fines de la década de 1960. Roberto Calvo definió la DSN como la plataforma ideológica autoritaria que surgió en las Fuerzas Armadas, legitimando su toma de poder y que los provee de la racionalidad, justificaciones y herramientas necesarias para actuar políticamente. Para el caso de Chile y Brasil, el autor señala que la DSN se caracterizó por una visión militarizada de la sociedad, la economía y la cultura. También, la DSN en estos países se distinguía por apropiarse del concepto de seguridad nacional, diferenciándolo del de defensa nacional, pues este último alude a la acción bélica dirigida por el poder militar y conducida por las Fuerzas Armadas, mientras que la seguridad hace referencia a la nación en su conjunto y es encabezada por el jefe de Estado. A su vez, el Estado era entendido desde una perspectiva geopolítica y legalista, enfatizando que el orden social requería un Estado que garantice el cumplimiento de las normas. La ideología anticomunista también es esencial en la definición de la DSN, y si bien los militares latinoamericanos la habían adoptado por razones culturales, históricas, económicas y geopolíticas, Calvo recalca que en Estados Unidos encontraron un «aliado natural» para reforzar este aspecto. El autor además releva una de las novedades de los regímenes dictatoriales del Cono Sur y su aplicación de la DSN: la combinación entre el autoritarismo político y el neoliberalismo económico, estableciendo un estrecho vínculo entre seguridad nacional y desarrollo.
Como indica Roberto Calvo, los chilenos hicieron una elaboración sistemática de la DSN. El autor indica que luego del golpe de Estado de 1973 se inició una extensa producción literaria sobre esta doctrina que incluyó la publicación de una revista titulada Seguridad Nacional, entre 1976 y 1982. Además, distintas conferencias universitarias organizadas por militares expusieron los contenidos de la doctrina y se emprendieron diversas iniciativas editoriales, como la reedición de Geopolítica de Augusto Pinochet en 1976. 
En su escrito, Pinochet reconoce la influencia de pensadores chilenos y extranjeros, y entrega algunas de las directrices que guiaron su comprensión de la DSN. En primer lugar, Pinochet releva el papel de la geopolítica como instrumento científico al servicio del gobernante, indicando los objetivos del Estado y los medios para cumplirlos. En su exposición el Estado es comprendido como un ser vivo, un «organismo supraindividual», que puede organizar la vida social a través del poder nacional, capaz de influir en todo ámbito de la vida de las personas. El carácter totalitario de esta definición del Estado se manifiesta en la convicción de que no existe otra fuerza capaz de anular el poder nacional, cuya solidez le permite afrontar cualquier problema al interior del Estado o en el exterior. Para explicar la que —según Pinochet— constituye una solidez del Estado chileno en el siglo xix, el autor recurre a la figura de Diego Portales, ministro de Estado durante los primeros años de Independencia, que promovió la represión y la violencia como medio para alcanzar el orden. Así, habría sido la solidez que Portales dio al Estado chileno la que le permitió al país desenvolverse de manera estable, a diferencia de las otras naciones americanas. 
Siguiendo a Rudolf Kjëllen, quien acuñó el concepto de geopolítica, Pinochet además recalcaba una idea que será fundamental en su pensamiento: la existencia de espacios de carácter dominante y otros «espacios intermedios» o «paisajes de distensión», en los que se enfrentaban fuerzas opuestas a los espacios dominantes. En este entendido, el objetivo de la geopolítica era proporcionar los antecedentes y herramientas para la comprensión de estas leyes espaciales y para su aplicación tanto en la política externa como en el desarrollo de este organismo vivo que constituía el Estado. De esta manera, la geografía quedaba supeditada a la política. Los planteamientos del dictador chileno establecían, por medio de argumentos aparentemente científicos y técnicos, la necesidad de un Estado autoritario con plenos poderes para un supuesto orden social, todo enmarcado en un contexto más amplio de confrontación de fuerzas.
La DSN también fue abordada por estudiosos chilenos desde una perspectiva crítica, como lo ejemplifica el estudio de Jorge Tapia, El terrorismo de Estado. La doctrina de la Seguridad Nacional en el Cono Sur. El autor, quien ocupó el cargo de ministro de Educación en el gobierno de Allende, advierte sobre el abuso de las fuerzas militares que predominaban en el continente, interrumpiendo los procesos políticos, con una doctrina antidemocrática, de carácter «restaurador», con ambiciones de universalidad e internacionalidad. Uno de los elementos claves en la DSN que describe Tapia es precisamente la transformación de la comprensión de la geopolítica, tal y como se manifiesta en el texto de Pinochet, la forma en que esta es utilizada como herramienta en la lucha política en la medida que permite conseguir la hegemonía de un grupo, incluso dentro del territorio de un Estado. La geopolítica se transformó en un instrumento militar interno y los militares fueron los actores que concentraron el protagonismo político con el objetivo de controlar, prohibir y suprimir la subversión al interior del país y así garantizar el pretendido orden y estabilidad. La paradoja de la DSN, según Tapia, la constituía el mismo hecho de que las consecuencias de su aplicación, que ya no solo se relacionaban con la lucha contra elementos subversivos sino incluso con el derrocamiento de gobiernos democráticos, había sido la imposición del terrorismo de Estado, alejándose con ello de los propósitos de seguridad que supuestamente promovía la DSN.
Cabe destacar, como lo señala Calvo, que si bien la DSN produjo una amplia producción literaria, ya fuera para explicarla, justificarla o criticarla, en general los estudios omiten un análisis del papel que cumplieron las elites locales en la interpretación y adopción de esta doctrina. Una carencia que tiende no solo a incentivar la idea de la DSN como una ideología importada, sino también a restar complejidad histórica y responsabilidad a la acción de los actores nacionales.[cita requerida] Así lo demuestran por ejemplo algunas reflexiones provenientes desde la Iglesia católica, como el escrito de José Comblin, en el que el autor destaca que en el inicio del proceso que conduce al Estado de Seguridad Nacional, «los protagonistas no tienen conciencia de estar creando esta forma de Estado». Aun más, Comblin advierte que ni Hugo Banzer ni Augusto Pinochet habían deseado Estados de Seguridad Nacional, y que estos escaparon a la trayectoria nacional, logrando una «desnacionalización de la vida social y política». Excepciones a estos planteamientos lo constituye el ya citado trabajo de Tapia que si bien señala el contexto de Guerra Fría y el auge de la influencia estadounidense, identifica cómo las elites locales utilizaron la DSN como un instrumento para asegurar sus posiciones de poder en sus respectivos países. Sin embargo, al analizar la DSN en Chile, Tapia también enfatiza la procedencia extranjera de la DSN, que adoctrinó a los militares a intervenir en política, una tradición que a su juicio resulta ajena a las Fuerzas Armadas chilenas y a la historia del país. Así, los estudios sobre la DSN que se emprendieron durante la dictadura chilena no abordaron la historia de intervenciones militares en diversas coyunturas de la trayectoria republicana chilena. Una capacidad de intervenir en política que fue estimulada por el contexto de Guerra Fría y reforzada por la DSN.
La producción literaria de la DSN fue acompañada de la aplicación material de sus postulados, que motivó las altas cuotas de violencia que caracterizaron las últimas décadas del siglo xx en el Cono Sur. En Chile la DSN ideológicamente se alimentó del anticomunismo y lo alentó, la existencia de un Estado autoritario y todopoderoso, el creciente protagonismo de los militares y su misión de combatir la «amenaza común» que constituía la subversión, interviniendo directamente en la política. Todos estos objetivos e ideas encontraron su aplicación concreta a través de las estrategias, tácticas y prácticas que configuraron la guerra sucia.[cita requerida] Para implementar el terrorismo de Estado, como lo ejemplifica el caso chileno, se recurrió a las justificaciones de la Guerra Fría, que se imbricaron con los objetivos de la elite nacional, dando origen a los argumentos que se utilizarían para emprender una «guerra» contra los propios ciudadanos del país. El terrorismo de Estado constituye así un problema de estudio a través del cual se puede apreciar la forma en la que interactuó la influencia estadounidense con las condiciones locales, así como el costo y las consecuencias de una práctica que se hizo sistemática durante décadas.[¿según quién?]

## La preparación de los agentes de la guerra sucia en Chile
El aumento del protagonismo de los militares en la vida política chilena se vio confirmado y potenciado por su papel en el derrocamiento del gobierno democrático de Salvador Allende. Desde este momento, este actor encabezado por la junta militar —y luego por quien tomó el liderazgo dentro de ella, Augusto Pinochet— fue quien se encargó no solo de dirigir el gobierno, sino también de controlar al Estado, asumiendo así la capacidad de ejercer el poder nacional, según los principios  de la DSN. La importancia que desde entonces adquirió el sector militar tanto para la ruptura de la institucionalidad democrática, como para el mantenimiento del gobierno dictatorial, hacen indispensable su análisis.[¿según quién?]
Dirk Krujit y Kees Koonings han estudiado el papel de las Fuerzas Armadas en América Latina, poniendo especial atención a la formación de la capacidad de intervención de los sectores militares en la vida política de los países latinoamericanos. Estos se han comprendido como instituciones militares que cumplen una función activa y, generalmente, decisiva en la política nacional. La formación de estos ejércitos capacitados para intervenir en política, según señalan ambos autores, sería el resultado de la confluencia de dos procesos: en primer lugar, la consolidación de la doctrina de intervención y fortalecimiento de las capacidades profesionales de las Fuerzas Armadas; un proceso que se inició a fines del siglo xix y que tomó fuerza a lo largo del xx. En segundo lugar, la construcción de una «vocación militar», orientada al desarrollo nacional y garante de la formación orgánica de la nación.
Para el caso chileno, Augusto Varas ha investigado la relación entre fuerza y poder, a partir de los roles que han cumplido las Fuerzas Armadas en la historia de Chile. En primer lugar, se destaca su función como apoyo armado del poder soberano del Estado en formación; en segundo lugar, como actores políticos que intentaron transformar las bases socioeconómicas de Chile a partir de sus propios proyectos, y finalmente, cumpliendo funciones de vigilancia y represivas durante dictaduras y en alianza con los civiles. Durante la década previa al golpe de Estado, se produjo una transformación en el papel de las Fuerzas Armadas chilenas que, habiendo estado relegada a los cuarteles y en proceso de profesionalización con la ayuda de programas militares estadounidenses, experimentaron un proceso de re-politización, favorecido e incentivado por la Doctrina de Seguridad Nacional que fue adoptada como institucional.
Varas ha enfatizado que durante el periodo de la Unidad Popular no existió una propuesta unificada respecto a las Fuerzas Armadas, pues un sector las concebía como sometidas al poder constitucional, mientras que otro las entendía como una herramienta de la burguesía; visiones encontradas dentro del gobierno de Salvador Allende, pero que no impidieron que el presidente chileno los integrara a su gabinete. Una decisión que terminó por aislar a los generales constitucionalistas de sus subordinados, favoreciendo el protagonismo de los sectores golpistas.
Otros autores han llamado la atención sobre las estrategias que utilizó el gobierno de Salvador Allende para evitar que los militares intervinieran en el proceso revolucionario. Lisa North ha señalado que, si bien entre 1932 y 1973 no existieron intromisiones militares directas, sí hubo diferentes conspiraciones orientadas a combatir la baja en el presupuesto destinado a las Fuerzas Armadas, que influían directamente en la mantención de los equipos, en el reclutamiento y en los salarios de sus integrantes. Según North, fue el tema del financiamiento el que dio el espacio al gobierno de la Unidad Popular para maniobrar. El gobierno de Salvador Allende entendió la satisfacción de las demandas de los militares por mejores salarios como un mecanismo para contenerlos. Esto constituía un requisito indispensable debido a la amenaza que significaba el alto entrenamiento y equipamiento de las Fuerzas Armadas, gracias a los programas de ayuda militar estadounidense, y también debido a la participación de los militares chilenos en iniciativas castrenses organizadas por Estados Unidos. Todos hechos que habían aumentado la capacidad represiva de los militares en Chile. Así, la contención de los militares, a través de la atención a sus reclamos por los sueldos, fue un mecanismo para atenuar su intervención en la política. Estrategia que —según North— Allende implementó acompañada de intentos de control de los movimiento de masas, con el objetivo de impedir que los militares se polarizaran y movilizaran hacia posturas de extrema derecha.
A pesar de los esfuerzos de Allende, la injerencia de los militares en política aumentó, lo que quedó reflejado en el vínculo de estas con los planteamientos de la DSN, que reforzaba la capacidad de las Fuerzas Armadas de intervenir en asuntos políticos para resguardar el orden nacional. Así los testimonios de algunos miembros de la Marina, particularmente hombres de tropa, respecto a los años previos al golpe de Estado permiten comprender la forma en que integrantes de las Fuerzas Armadas se habían imbuido en la lógica de la seguridad nacional y la idea de que fuera necesario combatir los enemigos internos, ideas fomentadas por los cursos para la preparación antiguerrilla y el enfrentamiento de escenarios de guerrilla urbana. Es precisamente la formación de los militares chilenos uno de los temas que permite ver cómo interactuaron las lógicas nacionales y estadounidenses en el contexto de la Guerra Fría.
Para el caso latinoamericano, Jorge Tapia ha señalado que el cuartel general de adoctrinamiento político y militar estuvo localizado en U.S. Southern Command (SOUTHCOM) de Quarry Height, en la zona del canal de Panamá. SOUTHCOM tuvo no solo la función de organizar la acción en caso de que algún país sudamericano experimentara situaciones que requirieran una intervención militar por parte de Estados Unidos, sino que su propósito también fue supervisar la ayuda militar a la región. En Panamá además se ubicó la Escuela de las Américas, en la que se impartió educación militar tanto a latinoamericanos como a estadounidenses, constituyendo un centro de educación en la contrainsurgencia. Lesley Gill en su trabajo ha explicado la formación que recibieron los militares en la Escuela de las Américas. Entre los cursos, destacaron los que abordaban la teoría del comunismo, de tácticas y movilidad en terreno, inteligencia, práctica de puntería, métodos para utilizar armamento especializado y dispositivos de vigilancia. La autora recalca que los cursos variaron según el país de procedencia de los soldados, pues en el caso de los peruanos, por ejemplo, recibieron enseñanza sobre las operaciones en la jungla.
Respecto al caso de Chile, Gill señala que entre 1970 y 1975 envió más soldados que ningún otro país en la época, y que la mayor parte de ellos recibió formación en los años posteriores al golpe. Una educación en la que se les enseñaba a planificar, ejecutar y controlar operaciones, incluyendo tácticas ofensivas, defensivas y sicológicas. En el estudio de Gill destaca especialmente el Curso para Comandantes y Oficiales de Plana Mayor del Ejército (CGS), que era altamente selectivo con los estudiantes que podían matricularse, y que no solo incluía entrenamiento militar, sino que además vinculaba a los alumnos y sus familias con la cultura estadounidense. De esta manera, se extendían los lazos entre los países americanos y Estados Unidos, promoviendo la injerencia de este último en ámbitos locales. Como concluye Gill, la formación de los militares y en especial el CGS transformó a los militares en canales por medio de los cuales los estadounidenses penetraron en las Fuerzas Armadas latinoamericanas y pudieron ejercer sus influencias sobre estas.
La ideología anticomunista existente en las Fuerzas Armadas chilenas ha sido destacada en los testimonios de militares en la década de 1970 como consecuencia no solo de la formación militar en el exterior, sino también por la coyuntura local. Los militares relatan en estas entrevistas cómo la llegada de Salvador Allende al poder fue percibida como una amenaza, y ya en las campañas electorales los militares acentuaron su participación en la política e iniciaron la organización de conspiraciones, que desencadenarían crímenes como el asesinato del militar constitucionalista René Schneider en octubre de 1970. Fue desde entonces que se produjo una aceleración de la politización de las Fuerzas Armadas chilenas, que también se expresó en una división interna. Una sección de las tropas se distanció de estas actitudes y prácticas, lo que en los testimonios de los militares recopilados por Jorge Magasich es explicado por la tensa relación entre la oficialidad y los subordinados, las diferencias de clase y la valoración que existió en parte de la tropa hacia las medidas tomadas por el gobierno de la Unidad Popular, lo que satisfizo varias de sus demandas relacionadas con el financiamiento y la posibilidad de realizar estudios, entre otras mejoras. Si la politización de los militares fue un síntoma de la polarización social, a nivel interno también se manifestó esta rivalidad. 
Ante la percepción de que varios marinos comenzaban a disponerse para un golpe de Estado, algunos miembros de las tropas intentaron organizarse para transmitir informaciones a las autoridades legalmente constituidas y tener un plan de acción en caso de que el golpe ocurriera. Como ha mostrado Jorge Magasich, y los testimonios de los marinos antigolpistas lo comprueban, fueron paradojalmente estos marinos que intentaron resguardar el orden constitucional los que fueron calificados de «subversivos» por los altos mandos, iniciándose un proceso de purga que incluyó expulsiones de la Armada y encarcelamientos, y que una vez instaurada la dictadura continuarían con torturas, prisiones y ejecuciones.[cita requerida] Estas no fueron prácticas exclusivas de la Marina y se extendieron a la totalidad de las Fuerzas Armadas: antes del golpe de Estado, 1500 militares, considerados una amenaza, fueron apartados de sus funciones.

## La intervención: el golpe de Estado y la Junta Militar
El 11 de septiembre de 1973 se concretó el golpe de Estado en contra del gobierno de Salvador Allende y se instaló la junta militar en el poder. En la primera cadena nacional transmitida por esta, los integrantes de la junta justificaron su intervención en la política nacional mediante un discurso basado en el patriotismo, la defensa de la seguridad nacional y en la misma misión y supuesto deber de las Fuerzas Armadas. Según Augusto Pinochet, habían actuado bajo la «inspiración patriótica de sacar al país del caos que de forma aguda lo estaba precipitando el gobierno marxista». José Toribio Merino agregó que «haciendo honor al juramento que un día hicimos tuvimos que asumir esta responsabilidad que no queremos», quebrando una tradición democrática, pues «cuando el Estado pierde sus calidades, tienen aquellos que por mandato asumir su vigencia, asumir ese cargo». Gustavo Leigh declaró que este giro en la tradición apolítica de las Fuerzas Armadas fue el resultado de haber soportado durante tres años el «cáncer marxista, que nos llevó a un descalabro económico, moral y social que no se podía seguir tolerando». Al cerrar su intervención, el comandante de la Fuerza Aérea anticipó quiénes formarían parte de este proyecto y contribuirían a implementarlo: «Gracias al apoyo de este enorme pueblo chileno, que sin distinción que no sea otra que la de ser marxista, llevaremos al país al resurgimiento económico, político, social y moral».
De esta manera, el golpe de Estado y la instalación de la junta significó el punto culmine de la implantación de la DSN: los militares intervinieron en resguardo de la seguridad nacional, pudiendo ejercer plenamente el poder y con el objetivo de resguardar a Chile de la amenaza comunista, quienes quedaron excluidos del proyecto de regeneración nacional. Desde entonces la exclusión de los “subversivos” en el plan de restauración del orden y la seguridad se materializó en su eliminación física. Fue el inicio de la guerra sucia en Chile, que se extendería por diecisiete años.

## Cronología y características
Durante los años de dictadura militar en Chile es posible identificar distintas etapas de la guerra sucia en el país.[¿según quién?] Los periodos permiten apreciar los cambios organizativos de los servicios de inteligencia, así como las variaciones en el nivel de agresividad y brutalidad de los agentes del Estado. También, a lo largo de los años es posible delinear una transformación en la selección del «enemigo interno», cuya definición dependió de la coyuntura local. Finalmente, se registran periodos de expansión, caracterizados por la internacionalización de la guerra sucia, y de contracción de esta al territorio nacional. La característica común durante estos diecisiete años fue la violencia que significó la defensa de la seguridad nacional y la ausencia de un Poder Judicial que limitara y condenara el terror sistemático contra los ciudadanos.

### Primera etapa: la represión masiva (septiembre-noviembre de 1973)
En el ámbito interno la dictadura de Pinochet impulsó la guerra sucia apoyándose en las prácticas terroristas de su servicio de inteligencia. Desde la instalación del gobierno se inició una masiva represión, tortura y ejecución de individuos sobre los cuales recayeron sospechas que los transformaron automáticamente en enemigos internos. Según se ha señalado en el informe de la Comisión Nacional sobre Prisión Política y Tortura para los primeros meses de gobierno no existe un perfil claro de los sujetos considerados amenaza y esta característica podía recaer sobre individuos que no estaban vinculados directamente con alguna actividad política. Se trató de una persecución indiscriminada.
Además de la prisión política y los asesinatos, esta etapa de violencia masiva inauguró la práctica de ocultar o abandonar los cuerpos, dando origen a las primeras desapariciones que se mantendrían a lo largo del gobierno dictatorial; prácticas orientadas a eludir la responsabilidad de los crímenes acometidos. La inmediata imposición del «orden público» por parte de las Fuerzas Armadas contrasta con la desmedida virulencia que los agentes del Estado desplegaron a lo largo del territorio, por medio de la cual intentaron no solo erradicar a individuos sino también implantar el terror en la sociedad en general. 

### Segunda etapa: selección del enemigo interno e internacionalización (diciembre de 1973-agosto de 1977)
A fines de 1973 el objetivo del terrorismo de Estado comenzó a transformarse, estableciéndose criterios más selectivos, que vinculaban a las víctimas con una política partidista considerada subversiva y, por ende, peligrosa. La selección de las víctimas fue consecuencia de la creación, perfeccionamiento y fortalecimiento de la Dirección de Inteligencia Nacional (DINA), orientada a perseguir a los enemigos políticos y que desde su organización inició prácticas de detención, interrogación y tortura. Este servicio de inteligencia interna dependió directamente de Augusto Pinochet, quien para ese momento ya se había posicionado como cabeza de la junta militar, y fue una organización que constituyó un brazo del Ejecutivo hasta su disolución en 1977. 
Encabezado por el coronel Manuel Contreras, amigo directo de Pinochet, la función de este organismo fue la identificación y eliminación de los individuos considerados «subversivos», quienes se percibían como un problema heredado del gobierno de Salvador Allende. El decreto ley que estipuló su formación define a la DINA como un «organismo militar de carácter técnico profesional», encargado de reunir información para la elaboración de políticas «que procuren el resguardo de la seguridad nacional y el desarrollo del país». Poco tiempo después de su establecimiento, Contreras viajó a Estados Unidos para buscar ayuda, una solicitud que —como reflejan los documentos estadounidenses— era apoyada por Pinochet, quien desde su cargo había favorecido la adquisición de equipos provenientes de Estados Unidos y la capacitación del personal militar chileno en escuelas de servicio estadounidense.De esta manera, la guerra sucia en Chile, tanto en su ideología como en la práctica significó una estrecha cooperación entre los gobiernos chileno y estadounidense. 
Además de la cooperación de aquel país, la DINA mantuvo estrechos vínculos con oficiales nazis de la ex Luftwaffe, quienes se habían establecido en el sur de Chile luego de la Segunda Guerra Mundial y fundaron una granja lechera llamada Colonia Dignidad. Según los documentos desclasificados por la CIA, la DINA mantuvo en este sitio un centro de detención donde se realizaban torturas. Aun más, este espacio sirvió como punto de contacto entre los integrantes del servicio de inteligencia chileno y el personal alemán, descrito como ex Gestapo y exoficiales de la SS, quienes informaron sobre técnicas de tortura y participaron directamente en la aplicación de las mismas a los detenidos chilenos.
Desde su creación, la DINA además actuó junto a otros servicios de inteligencia de las Fuerzas Armadas y, también, se coordinaron dichos servicios en iniciativas como el Comando Conjunto. Esta organización, en la que predominó la Fuerza Aérea chilena, operó entre 1975 y 1976 y es responsable de numerosas desapariciones a lo largo del país.
Además de la actuación de distintas organizaciones de inteligencia que involucraron a las diversas ramas de las Fuerzas Armadas, el periodo 1974-1977 se caracterizó por una mayor especificidad en la tipología del «enemigo». En estos años, el objetivo de la guerra sucia fue enfocado en la persecución y desaparición de miembros del Movimiento de Izquierda Revolucionaria (MIR), el Partido Socialista y el Partido Comunista. A estos individuos se les consideró aliados de movimientos insurgentes internacionales, para cuya desestructuración se entendió como indispensable la eliminación de sus militantes. Además, esta etapa se caracterizó por la creación de centros de detención y tortura tanto física como sicológica.
Este periodo de la guerra sucia en Chile no solo tuvo una dimensión nacional, sino que también se materializó el objetivo del departamento exterior de la DINA, creado en 1974, que consideró necesaria la «neutralización contra-ataque de las acciones en contra del Gobierno chileno en el exterior». Desde ese entonces no solo se emprendieron acciones de inteligencia y contra-propaganda, sino la planificación y acción en contra del «enemigo chileno que residía en el extranjero». Las acciones exteriores de la DINA en un principio se concentraron en Argentina, no solo porque entre ambos países existía una frontera extensa, cuyos pasos cordilleranos podrían constituir riesgos o vías de escape, sino porque en aquel país se encontraba la mayor parte de los exiliados chilenos.
Una de las pruebas más evidentes sobre la capacidad exterior de la DINA se manifestó en la articulación de alianzas que coordinaran y ejecutaran prácticas terroristas, como lo ejemplifica la creación de la Operación Cóndor. Esta organización agrupó a Chile, Argentina, Uruguay, Paraguay y Bolivia; más tarde —en 1977— se sumaron Perú y Ecuador. Por su parte, Brasil ofreció brindar información de inteligencia para la organización. El interés de Chile por esta iniciativa quedó plasmado no solo en que las reuniones que condujeron a su creación se realizaron en Santiago, sino también en que se estipuló que este país actuaría como centro de operaciones. Además, la participación de Chile y su interés en la creación de este sistema transnacional de represión quedó manifestada en el nombre que recibió la organización, aludiendo al animal que se representa en el escudo nacional chileno.  
El objetivo era identificar, localizar y eliminar a las personas consideradas sospechosas o subversivas; fueron estos tres pasos las llamadas fases de la Operación Cóndor. Para esto se construyó una infraestructura que permitiera mantener una red de intercambio de información subversiva y un sistema que posibilitara identificar personas sospechosas en el país, que fueran exiliadas o viajaran a otros Estados, de manera que se avisara a los gobiernos integrantes. Como la Operación pretendía llevar a cabo acciones terroristas tanto en América Latina como en Europa, especialmente en Portugal y Francia, se dispuso la integración de agentes de inteligencia en las distintas embajadas. Además, se creó una red de comunicaciones diseñada para facilitar el intercambio de información entre los participantes, que recibió el nombre de Condortel. Junto a esto, Argentina acordó albergar el centro de edición de Cóndor en Buenos Aires, con el objetivo de manejar una publicación limitada de los documentos de inteligencia que fueran requeridos por los gobiernos integrantes. Finalmente, la organización cumplió funciones de capacitación, ya que los servicios de inteligencia chilenos y argentinos acordaron poner a disposición las respectivas instituciones de instrucción de sus escuelas de inteligencia para que los instructores y estudiantes de otros países miembros pudieran utilizarlas.
La Operación Cóndor significó la internacionalización de la represión de la dictadura militar chilena y la interacción con actores extranjeros que compartían tanto un objetivo como un enemigo en común. Este se había representado a partir de la convicción de que los llamados «grupos terroristas» y «subversivos», que se concentraban en la Junta Central Revolucionaria formaban una red transnacional, que pretendía extender sus influencias en Europa y derrocar las dictaduras sudamericanas. A la creación de una amenaza transnacional se respondió con un sistema terrorista que trascendió los límites geográficos. 
Entre los actos terroristas más emblemáticos que organizó y ejecutó la Operación Cóndor se encuentran el asesinato del militar Carlos Prats y de su esposa Sofía Cuthbert, perpetrado en Buenos Aires en septiembre de 1974, y el asesinato de Orlando Letelier, exministro de Allende, y de su secretaria Ronni Moffit, ciudadana estadounidense, en Washington en septiembre de 1976. Ambos atentados fueron cometidos mediante la utilización de coches-bombas. Para el caso de Prats se cuentan con algunos testimonios que posibilitan dar cuenta de los pasos seguidos por la Operación Cóndor, como la identificación y vigilancia del enemigo, que permitían confirmarlo como tal. Así, el militar chileno señaló encontrarse vigilado por informantes, que según su testimonio pretendían encontrar algún indicio que permitiera afectar su honra o «exhibirlo como el general al servicio del marxismo». Tanto en el asesinato de Prats y Cuthbert como el de Letelier y Moffit, se identificó como responsable a un estadounidense contratado como agente de la DINA. En el asesinato a Letelier y Moffit además se ha señalado la cooperación de una agrupación clandestina anticastrista en Estados Unidos, que participó tanto en la planificación como la ejecución del crimen.
El crimen contra Letelier sería un motivo de tensión en los años siguientes, que generaría roces y posiciones encontradas entre la dictadura de Pinochet y el gobierno estadounidense. También este asesinato aceleró el fin de la DINA. Con la supresión y reemplazo de este servicio de inteligencia, se ponía fin a un periodo de la guerra sucia en Chile caracterizado por su institucionalización, centralización, extensión a lo largo del territorio nacional e internacionalización, y por la especificación del enemigo interno, que debía eliminarse ya fuera dentro o fuera de las fronteras nacionales.[cita requerida]

### Tercera etapa: creación de la CNI y la distensión de la guerra sucia (agosto de 1977-1990)
En agosto de 1977 se derogó el decreto ley que había dado origen a la DINA, indicando que se acordaba estructurar acorde a las «actuales circunstancias» las funciones de un organismo que había sido creado en una situación de conflicto interno que se definía como superada. A pesar de que la disposición refleja que el combate en el interior del país se había terminado, se mantuvieron las prácticas represivas y de contrainsurgencias durante más de una década. Desde agosto de 1977 estas quedaron a cargo de la Central Nacional de Informaciones (CNI). Este servicio de inteligencia tuvo como objetivo el resguardo de la seguridad nacional y la protección de la institucionalidad constituida. Heredó el personal, las instalaciones y los recintos de la DINA y su diferencia con esta radicó en que la dependencia cambio su dirección desde el jefe de Estado al Ministerio del Interior. Respecto a su metodología, el informe de la Comisión Nacional de Verdad y Reconciliación identificó la práctica de arrestos, que eran reconocidos y puestos a disposición de Fiscalías Militares, y la ejecución de violaciones a los derechos humanos que se ocultaban o se presentaban como acciones de legítima defensa en el contexto de enfrentamientos.
En contraposición a la versión oficial manifestada en el decreto, el paso de la DINA a la CNI refleja las consecuencias de la internacionalización de la guerra sucia chilena, a la vez que la manera en la que los asuntos locales se imbricaron con la política estadounidense en el contexto de la Guerra Fría.[¿según quién?] Como se ha expresado en el informe de la Comisión Nacional sobre prisión política y tortura, los violentos procedimientos de la DINA habían generado oposiciones al régimen militar, cuyas acciones eran toleradas en la medida que no suscitaran la enemistad con Estados Unidos. El atentado a Letelier precipitó el fin de este servicio de inteligencia, aun antes de que el FBI acusara formalmente a la DINA, pues había suscitado una difícil posición del gobierno de Pinochet en la comunidad internacional.
La tensión con el gobierno estadounidense no solo se había originado por los atentados del servicio de inteligencia chileno en Washington, sino también por el giro que la administración de Jimmy Carter (1977-1981) dio a la política exterior de Estados Unidos. Durante su mandato las relaciones internacionales estadounidenses, que hasta entonces habían estado sustentadas en el concepto de seguridad nacional dieron paso a una política en cuyo centro estuvo la defensa de los derechos humanos. Un contemporáneo a los hechos, el ya citado Jorge Tapia, señaló el hecho positivo que constituía la nueva política de Carter, no solo porque reconocía que la política exterior estadounidense ya no estaba siendo coherente con los principios de su pueblo, sino también porque constituía una ruptura al interior de la elite gobernante de Estados Unidos respecto de las tácticas y estrategias que hasta entonces prevalecían. Sin embargo, Tapia también advirtió el problema que este giro podría significar para la administración de Carter: el distanciamiento con las dictaduras sudamericanas de derecha que violaban de manera sistemática los derechos y libertades fundamentales en nombre de los valores estadounidenses y, entonces, el debilitamiento de su capacidad de influenciar las políticas de las dictaduras.
La nueva política de Carter, quien además se comprometió a emprender la investigación por el asesinato de Letelier, fue una de las razones que promovieron una distención de la actividad contrainsurgente de la CNI, que entre su creación y 1980 se orientó particularmente hacia tareas políticas de represión interna. Una situación que no solo se explica por el giro de la política exterior de EE.UU. sino también por el surgimiento de espacios que habían permitido una mayor expresión disidente respecto a los sucesos de violencia en Chile y a las reacciones que estas causaban en el extranjero. En 1978 se descubrieron los hornos de Lonquén, huellas de un caso de asesinato de campesinos y calcinación de los cuerpos, que causó profundo impacto a nivel nacional e incentivó la expresión de diversas voces críticas con la violación de derechos humanos. Según ha señalado Steve Stern, en 1978 convergieron tres fuerzas que posicionaron el tema de los derechos humanos en la discusión pública: la presión internacional, la presión interna y las manifestaciones callejeras de detenidos desaparecidos, junto a la propaganda de apoyo y defensa a los derechos humanos. La suma de estos elementos promovió la contracción de la guerra sucia a territorio chileno. 
Este periodo de atenuación de la guerra sucia se vio suspendido cuando en este contexto en que comienza a abrirse la disidencia y a aparecer voces críticas, irrumpen grupos opositores armados. Desde 1980 el MIR inició la llamada operación retorno y en 1983 se creó el Frente Patriótico Manuel Rodríguez (FPMR), vinculado al Partido Comunista y que pretendía promover la lucha armada insurgente, penetrar en las poblaciones y establecerse en sectores urbanos. La aparición de estos grupos armados significó el resurgimiento del enemigo interno y constituyó la excusa que la CNI adoptó para incrementar la actividad represiva y la desaparición sistemática, que acabaron por diezmar los componentes de ambos movimientos. 
Durante la década de 1980, distintas coyunturas incrementaron la reacción contra-insurgente, cuya característica fue que no solo combatió a quienes protagonizaron actos de oposición armada al régimen militar: como la infiltración de armas por parte del MIR en 1986 o el atentado a Pinochet, organizado por el FPMR, sino que también se enfocaron en los movimientos sociales que, reuniendo a diversos sectores de la población, comenzaron a expresarse a través de las Jornadas de Protesta Nacional entre 1983-1985, que clamaron por una  apertura democrática y una crítica al manejo económico. 
Si bien estos acontecimientos tuvieron lugar gracias a la reconstitución que estaba teniendo el tejido social y las aperturas, generadas por la misma oposición chilena y extranjera a la dictadura, la máquina represiva desplegada por la CNI demostró que ninguna forma de oposición era válida: ni la armada ni la pacífica. Para enfrentar ambas resistencias políticas y sociales se acudió nuevamente a la creación del enemigo interno: si los grupos de extrema izquierda fueron identificados como subversivos, comunistas y por lo tanto una amenaza interna, los asistentes a las manifestaciones fueron calificados de vándalos. También, se acudió a la representación de las protestas como un plan comunista y mirista, que pretendía organizar la violencia revolucionaria.
En ambos casos, el gobierno se asignó el papel de defender la seguridad nacional. Una de las novedades que se implementaron para reducir la protesta social fue la represión por parte de Carabineros, quienes actuaron dispersando a los manifestantes, encarcelándolos o atacándolos con gases. Estas acciones se alejaron de las prácticas propias de la guerra sucia, pues no fueron encubiertas, correspondiendo así a prácticas de represión estatal, que perduran hasta la actualidad. En el contexto de las jornadas de protesta surgieron también otras prácticas de guerra sicológica, especialmente en las poblaciones, intentando promover una rivalidad entre ellas orientada a fragmentar el movimiento social.
De esta manera, la organización del movimiento social y su expresión en el ámbito público, que coexistieron con movimientos armados, significó la creación de un sistema de represión híbrido, que mantuvo elementos de la guerra sucia, suprimió otros y se incorporaron nuevos mecanismos de coerción estatal.
La extrema represión con la que actuó el gobierno y la insistencia en identificar las manifestaciones con intenciones «extremistas» acentuaron el distanciamiento entre el régimen y distintos sectores, que se fueron sumando a la oposición. En 1985 se firmó el Acuerdo Nacional para la Transición Plena a la Democracia, que reunió a partidos de derecha, centro e izquierda, junto a otros sectores como la Iglesia católica. Mediante este se dispuso la aceptación de la Constitución de 1980 y se llamó a elecciones libres. La firma de este documento no significó el fin de la violencia de Estado. Si bien las prácticas contrainsurgentes se mantuvieron hasta la disolución de la CNI en febrero de 1990, el acuerdo constituyó un paso para la futura desmilitarización del Estado chileno, configurando así el camino a la transición democrática.
En 1989, las periodistas Raquel Correa y Elizabeth Subercaseux entrevistaron a Augusto Pinochet. En esa ocasión el dictador se refirió a las posibilidades de reconciliación sobre las cuales le habían interrogado las periodistas. En su respuesta, Pinochet expresó la manera en la que él entendía la reconciliación, que a su juicio necesitaba del olvido y la omisión. Para esto el ejemplo estadounidense nuevamente significó un referente: «Después de la guerra de Secesión, Lincoln dejó libres a sus enemigos y no los encerró en prisión. Decía: "No a los juicios, no a la horca, castigo para nadie. Ya terminó todo"». «¿Y qué hacer con las víctimas de la guerra sucia?», continuaron las periodistas. «No era una "guerra sucia"», sentenció el dictador. «Era el aborto de una guerra civil en ciernes. ¡Tiene que olvidarse!». Con estas palabras no solo disfrazaba, con los mismos argumentos de hacía más de tres décadas, el terrorismo estatal, planteándolo como una legítima defensa contra un enemigo interno, sino que también sentenciaba la manera en la que —durante el regreso a la democracia— debía ser considerados los años de violencia sistemática y encubierta contra varios sectores de la sociedad chilena.

## Otros actores de la guerra sucia en Chile: la participación de los civiles
Si bien los actos de terrorismo de Estado fueron ejecutados por agentes de este, distintos actores de la sociedad civil se involucraron en la formulación ideológica de la guerra sucia en Chile y en su materialización. Desde la instalación de la junta militar comenzaron a elaborarse argumentos que sustentaran el derrocamiento del gobierno democrático de Salvador Allende. Uno de estos fue el Plan Z, supuesto proyecto de auto-golpe del gobierno de la Unidad Popular para dar paso a la dictadura del proletariado. Su programa incluía el asesinato de varios miembros de las Fuerzas Armadas y sus familiares. Las pruebas habrían sido encontradas por los mismos militares durante los allanamientos a los locales del MIR, partidarios de la Unidad Popular y oficinas de gobierno. 
El Plan Z fue difundido a través de El Mercurio y de la publicación del Libro blanco del cambio de gobierno en Chile, en cuya elaboración participaron tanto militares como civiles, entre los que se cuenta el historiador y exministro de Pinochet, Gonzalo Vial Correa. Este texto se considera la única evidencia de la existencia del Plan Z. El libro, publicado en octubre de 1973, tiene el objetivo de presentar la verdad «con todos sus antecedentes y pruebas a la opinión universal», con la intención de que se juzgue si los chilenos tuvieron o no «derecho a sacudir, el 11 de septiembre de 1973, el yugo de un régimen indigno y oprobioso, para iniciar el camino de la restauración y de la renovación nacional».[cita requerida] En el texto se presenta el gobierno de Allende como un sistema antidemocrático, atribuyéndole no solo la crisis económica sino la muerte de decenas de chilenos. Todo apoyado por el comunismo internacional, representado por los cubanos y materializado en las armas de las cuales supuestamente disponían los partidarios de la Unidad Popular.
El Plan Z presentado en el Libro blanco no solo significó un intento para justificar y legitimar el derrocamiento de la democracia en Chile, sino que también fue usado como una supuesta «prueba» para sustentar la guerra sucia. Así, el Libro fue utilizado como demostración inculpatoria para llevar a cabo procesos de tribunales militares, entre los cuales se encontró la ejecución. En 2013, el primer vocero de la Junta Militar, Federico Willoughby, reconoció que la invención del Plan Z fue «una gran maniobra de la guerra sicológica» y un intento para «convencer a la población civil que los habían salvado». Así, el Libro cumplió también la función de ser un instrumento intelectual para asentar el miedo en la sociedad y fomentar la atribución de dotes salvadores a la junta militar. 
Durante la dictadura algunos medios de prensa constituyeron un apoyo para la propaganda del gobierno y el encubrimiento de sus prácticas terroristas, como lo ejemplifica la coordinación y ejecución de la Operación Colombo. Esta iniciativa que, entre 1974 y 1975, puso en relación los servicios de inteligencia brasileño, argentino y chileno, en el marco de la Operación Cóndor. El objetivo fue gestionar la publicación en Brasil y Argentina de noticias relacionadas con las actividades de supuestos extremistas de izquierda, que habían muerto en un enfrentamiento entre ellos acontecido en Argentina. Posteriormente, medios chilenos entre los cuales se cuentan El Mercurio y La Segunda insertaron en sus portadas las noticias de estos enfrenamientos y matanzas entre los grupos de izquierda. Por medio de la creación de este montaje se intentó ocultar la desaparición de 119 opositores a la dictadura militar de Chile, que fueron detenidos tanto en sus domicilios, lugares de trabajos y universidades. La operación, según se estipula en el informe, constituyó una «acción internacional de propaganda, desinformación y manipulación de información». Como otras prácticas de la guerra sucia, también esta tenía su inspiración estadounidense en «los manuales de guerra psicológica de las fuerzas militares de los Estados Unidos, como muchas otras de las que se hizo uso la dictadura militar».
Aunque la participación de los civiles no fue permanente ni es comparable con la estatal, sí favoreció el terreno para la implantación del terrorismo de Estado sistemático y encubierto en Chile. Los casos descritos reflejan el uso instrumental que se asignó a la prensa y a la actividad intelectual para legitimar la intervención militar y la guerra sucia. Si las prácticas terroristas revelaron el requisito de eliminar al enemigo político, los vínculos con los civiles en los años de guerra sucia, mostraron la necesidad de extender el miedo y de imbuir a la sociedad en las lógicas de la DSN.[¿según quién?]